# 1. deild kvinnur (2021)
W roku 2021 odbyła się 36. edycja 1. deild kvinnur Wysp Owczych – drugiej ligi piłki nożnej kobiet na Wyspach Owczych. W rozgrywkach wzięło udział 10 klubów z całego archipelagu.

## Uczestnicy
| Uczestnicy 1. deild kvinnur 2020                                                                              | Uczestnicy 1. deild kvinnur 2020 | Uczestnicy 1. deild kvinnur 2020 | Uczestnicy 1. deild kvinnur 2020 |
| --- | -------------------------------- | -------------------------------- | -------------------------------- |
| HBII | HB II Tórshavn                   | Tórshavn                         | 3                                |
| TFR | TB/FCS/Royn                      | Trongisvágur / Vágur / Hvalba    | 5                                |
| KÍII | KÍ II Klaksvík                   | Klaksvík                         | 6                                |
| NSÍII | NSÍ II Runavík                   | Runavík                          | 8                                |
| Nowi uczestnicy                                                                                               |                                  |                                  |                                  |
| AB71II | AB Argir/B71 Sandoy II           | Argir / Sandur                   |                                  |
| B36II | B36 II Tórshavn                  | Tórshavn                         |                                  |
| ESSII | EB/Streymur/Skála ÍF II          | Eiði / Streymnes / Skáli         |                                  |
| ÍF | ÍF Fuglafjørður                  | Fuglafjørður                     |                                  |
| MB | MB Miðvágur                      | Miðvágur                         |                                  |
| VÍKII | Víkingur II Gøta                 | Norðragøta                       |                                  |
| Oznaczenia: - kolumna pierwsza – skróty nazw drużyn, - kolumna trzecia – miejsce zajęte w poprzednim sezonie. |                                  |                                  |                                  |

## Tabela ligowa
| Lp. | Drużyna                 | M  | Z  | R | P  | Bramki | Bramki | Różn. | Pkt | Uwagi            |
| --- | ----------------------- | -- | -- | - | -- | ------ | ------ | ----- | --- | ---------------- |
| 1   | HB II Tórshavn (M)      | 16 | 14 | 1 | 1  | 57     | 7      | +50   | 43  |                  |
| 2   | TB/FCS/Royn             | 16 | 10 | 1 | 5  | 34     | 16     | +18   | 31  |                  |
| 3   | ÍF Fuglafjørður         | 16 | 9  | 3 | 4  | 39     | 22     | +17   | 30  |                  |
| 4   | AB Argir/B71 Sandoy II  | 16 | 6  | 3 | 7  | 25     | 24     | +1    | 21  |                  |
| 5   | NSÍ II Runavík          | 16 | 6  | 0 | 10 | 17     | 35     | −18   | 18  |                  |
| 6   | EB/Streymur/Skála ÍF II | 16 | 5  | 2 | 9  | 24     | 32     | −8    | 17  |                  |
| 7   | Víkingur II Gøta        | 16 | 4  | 5 | 7  | 20     | 31     | −11   | 17  |                  |
| 8   | B36 II Tórshavn         | 16 | 5  | 1 | 10 | 26     | 44     | −18   | 16  |                  |
| 9   | KÍ II Klaksvík          | 16 | 4  | 2 | 10 | 26     | 57     | −31   | 14  |                  |
| 10  | MB Miðvágur1            | 0  | 0  | 0 | 0  | 0      | 0      | 0     | 0   | Drużyna wycofana |

## Wyniki spotkań
| Gospodarz \ Gość        | AB71II | B36II | ESSII | HBII | ÍF  | KÍII | MB | NSÍII | TFR  | VÍKII |
| AB Argir/B71 Sandoy II  |        | 3:0   | 1:1   | 1:5  | 1:3 | 3:01 |    | 3:01  | 2:1  | 0:0   |
| B36 II Tórshavn         | 2:0    |       | 0:5   | 0:8  | 1:1 | 7:0  |    | 2:3   | 0:31 | 4:0   |
| EB/Streymur/Skála ÍF II | 0:31   | 0:3   |       | 1:2  | 3:2 | 6:1  |    | 4:0   | 3:01 | 0:0   |
| HB II Tórshavn          | 2:1    | 3:01  | 4:1   |      | 2:1 | 13:0 |    | 7:0   | 1:0  | 2:1   |
| ÍF Fuglafjørður         | 3:1    | 6:2   | 3:01  | 0:2  |     | 3:3  |    | 1:0   | 1:2  | 1:0   |
| KÍ II Klaksvík          | 0:31   | 5:1   | 3:01  | 0:31 | 2:3 |      |    | 0:3   | 4:1  | 3:2   |
| MB Miðvágur             |        |       |       |      |     |      |    |       |      |       |
| NSÍ II Runavík          | 1:0    | 3:0   | 1:0   | 0:31 | 0:4 | 4:3  |    |       | 1:2  | 1:2   |
| TB/FCS/Royn             | 3:01   | 3:0   | 6:0   | 1:0  | 1:1 | 3:01 |    | 3:01  |      | 4:1   |
| Víkingur II Gøta        | 3:3    | 1:4   | 3:02  | 0:0  | 2:6 | 2:2  |    | 1:0   | 2:1  |       |

Aktualne na 7 listopada 2021. Źródło: FaroeSoccer.com
Objaśnienia:
1Drużyna gospodarzy jest wymieniona po lewej stronie tabeli.
Kolory: zielony – zwycięstwo gospodarzy, żółty – remis, różowy – zwycięstwo gości.
Objaśnienia:
1. Mecz oddany walkowerem.
2. Mecz zakończył się wynikiem 1:4, jednak Víkingur II Gøta złożył skargę dotyczącą piłkarek nielegalnie występujących w drużynie przeciwnej. FSF Føroya przychylił się do skargi i ukarał EB/Streymur/Skála ÍF II porażką 3:0[2].